# Saint-Hilaire-en-Lignières
Saint-Hilaire-en-Lignières – miejscowość i gmina we Francji, w Regionie Centralnym, w departamencie Cher.
Według danych na rok 1990 gminę zamieszkiwały 534 osoby, a gęstość zaludnienia wynosiła 10 osób/km² (wśród 1842 gmin Regionu Centralnego Saint-Hilaire-en-Lignières plasuje się na 656. miejscu pod względem liczby ludności, natomiast pod względem powierzchni na miejscu 67.).